# 沃爾特希爾 (內布拉斯加州)
沃爾特希爾（英語：Walthill）是位於美國內布拉斯加州瑟斯頓縣的村。

## 人口
根據2020年美國人口普查的數據，沃爾特希爾的面積為1.11平方千米，皆為陸地。當地共有人口682人，而人口密度為每平方千米614人。